# Mar de Riiser-Larsen

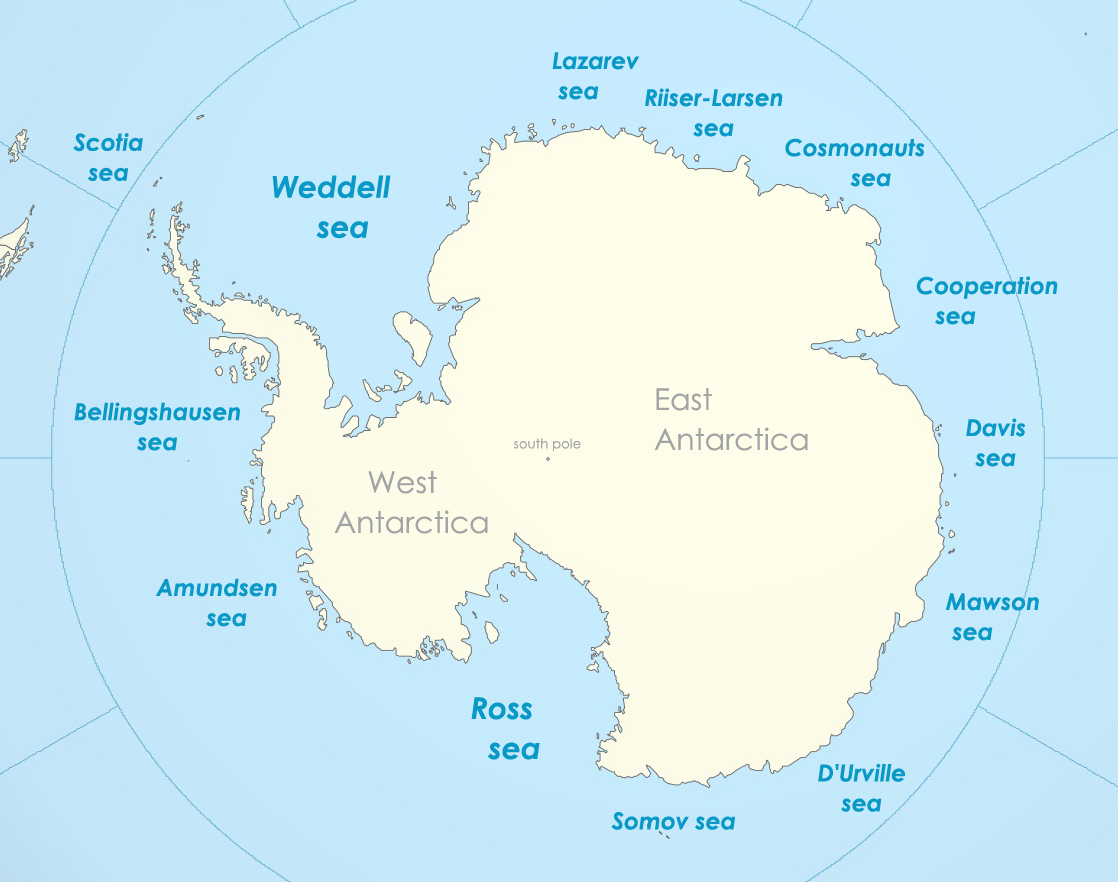
Mar de Riiser-Larsen como parte do Oceano Antártico.

O Mar de Riiser-Larsen é um mar marginal do Oceano Antártico, situado de ambos os lados do limite convencional dos oceanos Atlântico e Índico. Fica entre o mar de Lazarev a oeste e o mar dos Cosmonautas a leste, entre os 14°E e 34°E. A cordilheira submarina Gunnerus, que é uma continuação da península de Riiser-Larsen, é a fronteira natural com o mar dos Cosmonautas, enquanto a cordilheira submarina Astrid se encontra no seu lado ocidental. O seu limite norte considera-se que corresponde ao paralelo 65° Sul.
O nome foi dado em homenagem ao explorador norueguês da Antártida Hjalmar Riiser-Larsen. Na parte ocidental do mar está a barreira de gelo Lazarev, e mais para leste fica o porto de gelo Erskine e o porto de gelo Godel.